# 士分
士分（しぶん）は、江戸期の武士階級のうち正規の武士身分を持った者を指す。士格（しかく）とも。一般に公的に苗字を名乗り帯刀することが許された。

## 概要
諸藩には「騎士（侍）・徒士（かち）・卒または足軽」と藩士を3階級に分ける制が見られるが、このうち上層2身分（騎士と徒士）が士分とされる。騎士（上士）は騎乗を許された上層武士であり、例えば広島藩浅野家の場合、100石以上の知行を与えられた武士がこれに当たるとされた。徒士（下士）は公的に騎乗を認められない下層武士であり、卒は歩卒を原義としており足軽を指す。騎士は知行取り、御目見得であるのに対し、徒士は蔵米取り、御目見得以下とされており、幕府でいえば旗本が騎士、御家人が徒士に対応する。足軽以下は「軽輩」などと呼ばれ、士分とは見なされないため、両者の間には大きな境界線があった。
足軽の下位には、士分の者に私的に雇用された中間、小者などと呼称された武家奉公人があった。足軽には苗字帯刀を許されたものもおり、功績によっては徒士への昇格も許されていたが、中間以下にはそういったことが一切許可されないなど、この両者の間にもはっきりとした境界線があった。藩の構成員（藩士）とは厳密には士分を持つ者を指し、拡大解釈した場合でも足軽までを指したのであって、中間、小者は藩の構成員とはみなされていなかった。
他には大商人や藩財政に貢献があった者、学者など、士分が与えられ苗字帯刀を許される者も多くあった。これには一代許可・永代許可・苗字または帯刀のみの許可などの別があった。また、百姓などは苗字なしでは家の区別がつかなかったため、地形地物の名などを名前につけ苗字として私称することが公然と行われていた。
赤穂浪士のうち寺坂信行は、士分を有さない足軽身分であった。当時の作法では切腹は士分の者にのみ許された名誉ある死であり、足軽を含む非士分の者は斬首と定められていたため、大石良雄はそのことを不憫に思い、討ち入りの後、寺坂を伝達役として生き延びさせたといわれている。
士分は明治維新後、士族に、卒は卒族に編入されたが、のち世襲の卒は士族に、一代抱えの卒は平民とされた。

## 備考
- 諸藩により値は異なるが、高額な御家人株を買うことで士分を得ることも可能だった[1]。
- 19世紀の津和野藩における士分の人口は7.7パーセント、秋田藩では9.8パーセントと、大小どの藩でも領内人口の10パーセント以下がほとんどである[2]。
- 備中岡田藩では高身長という理由だけで農民から士分を与えられた例があり、小田大三郎という領内で一番の大男（6尺超）では藩士に召し抱えられ、太刀も背に合わせ、5尺4寸と大きかったが技は未熟だった。修業に来た二刀流の使い手である牟田高惇との試合も、急に都合が悪くなったと断ってきたと『日録』の嘉永6年（1853年）のこととして記されている[3]。